# Zodarion confusum
Zodarion confusum är en spindelart som beskrevs av Denis 1935. Zodarion confusum ingår i släktet Zodarion och familjen Zodariidae.
Artens utbredningsområde är Italien. Inga underarter finns listade i Catalogue of Life.